# Ružinovské jazero
Ružinovské jazero (dawniej: Rohlík) – jezioro znajdujące się w stolicy Słowacji, Bratysławie, we wschodniej dzielnicy Ružinov, przylegające do szpitala i polikliniki przy ulicy Sedmokráskovej.
Akwen powstał jako wyrobisko żwiru w trakcie budowy osiedli mieszkaniowych Trávniky, Štrkovec i Pošeň. W przeszłości jezioro było całorocznie wykorzystywane do celów sportowych i rekreacyjnych (latem na kąpiele, a zimą na łyżwiarstwo lub hokej). Potem uległo zanieczyszczeniu, a w 2017 zostało zrewitalizowane kosztem 30 000 euro. Posadowiono wówczas ławki, zbudowano chodniki, posadzono nowe drzewa i zorganizowano plażę. Z uwagi na częściowe zasypanie obecnie nie ma już kształtu rogalika (słow. rohlíka), co dało asumpt dawnej nazwie. Akwen miał być zrewitalizowany już w 2013, ale nie uzyskano wtedy zgody ówczesnego kierownictwa Szpitala Uniwersyteckiego w Bratysławie z powodu nierozwiązanych stosunków własnościowych. Teren jest własnością państwa i jest zarządzany przez szpital.
W jeziorze żyje około szesnastu gatunków ryb. Oprócz nich bytują tu żółwie, raki, kaczki i łabędzie. Okolice akwenu są popularnym miejscem wypoczynku okolicznych mieszkańców, a samo jezioro jest udostępnione dla wędkarzy (akwen karpiowy).